# Bacabchén
Bacabchén är en tätort (urban bebyggelse) i kommunen Dzitbalché i delstaten Campeche i Mexiko. Det är kommunens näst största ort efter sätet Dzitbalché och kommunens enda andra bebyggelse med urban status. Bababchén ligger strax söder om Dzitbalché och hade 2 527 invånare vid den senaste officiella folkräkningen i Mexiko 2010.